# Georgensgmünd
Georgensgmünd – gmina w Niemczech, w kraju związkowym Bawaria, w rejencji Środkowa Frankonia, w regionie Industrieregion Mittelfranken, w powiecie Roth. Leży około 8 km na południowy zachód od Roth, nad połączeniem rzek Fränkische Rezat ze Schwäbische Rezat w Rednitz, przy linii kolejowej Monachium/Augsburg – Norymberga – Berlin.

## Części miejscowości
W skład gminy wchodzą następujące części miejscowości:
- Friedrichsgmünd
- Hämmerleinsmühle
- Georgensgmünd
- Hauslach
- Mäbenberg
- Mauk
- Oberheckenhofen
- Obermauk
- Petersgmünd
- Rittersbach
- Untersteinbach ob Gmünd
- Weinmannshof
- Wernsbach